# Гентнер, Кристиан
Кри́стиан Ге́нтнер (нем. Christian Gentner; род. 14 августа 1985, Нюртинген) — немецкий футболист, полузащитник. Выступал за сборную Германии.
Братья Томас и Михаэль также связаны с футболом. Томас — воспитанник «Штутгарта», чья карьера прошла в низших лигах. Михаэль тренирует молодёжную команду «Штутгарта».

## Клубная карьера
До перехода в 1999 году в школу «Штутгарта» тренировался в школах «Бойрен» и «Кирхайм».
В сезоне 2004/05 дебютировал за вторую команду «Штутгарта», сыграв в регионаллиге 28 раз. В Бундеслиге дебютировал 20 февраля 2005 года в матче против «Герты», который закончился со счётом 1:0 в пользу «швабов». Первый гол забил 25 сентября 2005 года в матче Кубка УЕФА в ворота словенской команды «Домжале». В 2006 году продлил контракт со «Штутгартом» до 2010 года.
18 июля 2007 года был отдан в аренду «Вольфсбургу» до лета 2009 года, а 11 августа 2008 года Гентнер подписал с «волками» постоянный контракт. Первый матч за «Вольфсбург» в Бундеслиге провёл 11 августа 2007 года в первом туре чемпионата Германии 2007/08 против билефельдской «Арминии». Он вышел в стартовом составе, и в перерыве между таймами его заменил Ашкан Дежага. Тот матч закончился со счётом 3:1 в пользу «Арминии». Единственный мяч у «волков» забил Сержио Раду на 84-й минуте.
Летом 2010 года Гентнер вернулся в «Штутгарт» в статусе свободного агента. Летом 2013 года он сменил Сердара Таски в качестве капитана команды. В мае 2016 года Гентнер продлил контракт со «Штутгартом» до июня 2019 года.
В сезоне 2019/20 Гентнер подписал контракт с клубом «Унион».

## Карьера в сборной
19 мая 2009 года был первый раз вызван в расположение сборной, а 29 мая сыграл свой первый матч против команды Китая.

## Достижения
«Штутгарт»
- Чемпион Германии: 2006/07

«Вольфсбург»
- Чемпион Германии: 2008/09